# 중화 항체

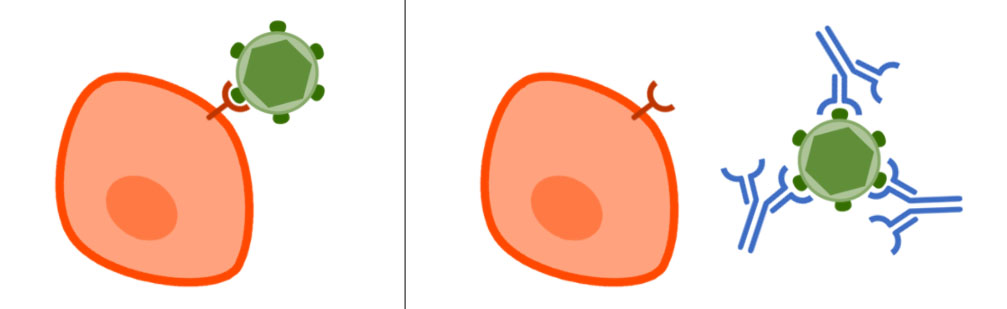
항체들이 항원을 둘러싸는것은 감염성과 병원성을 낮추는 항체 중화 반응이다.

항체(Antibody)와 항원 항체 반응의 원리. 항체는 항원(Antigen)의 세포 침투를 위한 단백질과 결합(Antigen-binding)하여 항원이 세포에 침투하는 것을 막는다.

중화 항체(영어: neutralizing antibody)는 병원체나 감염성 입자가 신체에 침투했을 때 생물학적으로 미치는 영향을 중화하여 세포를 방어하는 항체를 가리킨다. 중화 항체는 바이러스, 세포 내 박테리아 및 미생물 독소에 대한 후천 면역계의 면역 반응의 일부이다. 중화 항체는 감염성 입자의 표면 구조에 특화된 형태로 생성되어 결합하여 감염성 항원이 숙주 세포와 상호 작용을 하는 것을 방지하여 면역을 달성한다. 이것을 항체 중화반응이라고 한다.

## 동작 원리
바이러스는 세포에 들어가기 위해서 세포 표면의 수용체와 상호 작용하여 구멍을 내거나, 화학 반응을 일으켜서 들어가게 된다. 한번 바이러스가 들어가게 되면, 바이러스는 세포 내부의 여러 물질을 사용하여 바이러스 증식을 진행하게 된다. 중화 항체는 병원체에 결합하여 감염성을 억제하고, 세포안으로 침투할 때 사용되는 분자를 차단할 수 있다. 이는 숙주 세포 수용체에 병원체가 달라붙는 것을 방지하거나, 병원체가 세포막을 변형하여 침투하는 것을 방지할 수 있기 때문이다. 중화 항체는 또한 박테리아 독소의 독성을 중화하는 역할을 한다. 디프테리아 독소를 예로 들자면, 디프테리아 중화 항체는 디프테리아 독소의 생물학적 효과를 중화시킬 수 있다. 병원체와 중화 항체가 결합된 복합체는 최종적으로 대식세포에 의해 흡수되고 분해된다. 항체의 결합이 박테리아의 복제를 방해하지 않기 때문에 중화 항체는 세포외 박테리아를 제거하는 데에는 효과적이지 않다.

## 중화 항체의 의료용 사용
중화 항체는 수동 면역에 사용되며, 건강한 면역 체계가 없는 환자도 사용할 수 있는 장점이 있다. 20세기 초에 감염된 환자들에게 이전에 감염되고 회복된 환자의 혈청을 주사하여 회복한 사례가 발생했다. 이는 항체가 바이러스 감염 및 독소에 대한 효과적인 치료법으로 사용될 수 있음을 보여준다.

### 중화 항체를 이용한 치료의 단점[6]
- 혈장 공여자의 항체가 정제되지 않다 - 다른 질병에 걸려 있을 수 있음.
- 혈장 공여자의 항체가 표준화되어 있지 않다 - 체질이 다르면 다른 반응이 나올 수 있음.
- 공여자 혈장 공여 거부 - 개인의 인권이므로 거부할 수 있음.
- 회복된 환자의 공여에 의지해야 함 - 빠르게 치료제를 생산할 수 없음.

이런 단점에도 불구하고, 비교적 빠르게 혈청을 구할 수 있기 때문에, 발병 중 첫 방어선으로 사용된다.
혈청 요법은 2009년 돼지 인플루엔자와 서아프리카 에볼라 전염병 동안 환자의 사망률을 감소시킨 것으로 나타났다.
또한 코로나19의 가능한 치료법으로 시험되었다. 건강한 사람들로부터 얻은 혈장을 사용하는 면역 글로블린 요법은 면역 결핍 도는 면역이 정상적으로 생성이 되지 않는 환자의 감염을 퇴치하기 위한 요법으로 사용된다.

## 같이 보기
- 체액 면역